# Van Vrijberghe

Familiewapen van Van Vrijberghe

Van Vrijberghe (ook: Van Vrijberghe van Westenschouwen) is een Nederlands geslacht waarvan leden sinds 1842 tot de Nederlandse adel behoren en dat in 1908 uitstierf.

## Geschiedenis
De stamreeks begint met David de Boet die omstreeks 1484 trouwde met Cornelia Croesinck, vrouwe van Vrijbergen, dochter van ridder Cornelis, heer van Benthuizen en Vrijbergen. Hun zoon Willem Davidse de Boet (omstreeks 1490-[1558]) werd schepen en burgemeester van Reimerswaal. Diens zoon Jacob Willem Davidsz de Boet (†1556) kocht in 1550 de heerlijkheid Vrijbergen en vestigde zich in en werd schepen van Tholen waarna zijn zoon de naam De Boet van Vrijberghe aannam. Vanaf een zoon van de laatste noemde leden van het geslacht zich nog alleen Van Vrijberghe.
Vanaf 1759 waren leden van het geslacht ook heer van Westenschouwen waardoor sommige nakomelingen de naam Van Vrijberghe van Westenschouwen kregen.
Bij Koninklijk Besluit van 24 maart 1842 werd Johan François van Vrijberghe, heer van Westenschouwen (1776-1845) verheven in de Nederlandse adel. Met een zoon van hem stierf het adellijke geslacht in 1908 uit.

## Enkele telgen
Johan van Vrijberghe, heer van Namen en Sint Anna (1636-1678), raad en burgemeester van Tholen, baljuw en dijkgraaf van het waterschap Poortvliet, ordinaris-raad van de Prins van Oranje
- Levinus Jacobus van Vrijberghe (1659-1702), uit wie in vrouwelijke lijn nageslacht Van Vrijberghe de Coningh, namelijk nageslacht van het echtpaar Coenraad de Coningh (1709-1773) en Sara Petronella van Vrijberghe (1722-1771)
- Jacobus van Vrijberghe (1663-1719), schepen en burgemeester van Tholen
  - Johan François van Vrijberghe (1685-1750), officier in Statendienst, laatstelijk luitenant-generaal; trouwde in 1738 met Isabella Johanna de Huybert (1703-1750), dochter van mr. Jan de Huybert, heer van Westenschouwen en Cecilia de Witte (van Haemstede), vrouwe van Westenschouwen
    - Mr. Jan van Vrijberghe, heer van Westenschouwen (1745-1789), secretaris en pensionaris honorair van Vlissingen, schepen van Zierikzee
      - Jhr. Johan François van Vrijberghe, heer van Westenschouwen (1776-1845), verheven in de Nederlandse adel
        - Jhr. mr. Jan Wilhelmus Christianus van Vrijberghe van Westenschouwen, heer van Westenschouwen (1814-1903), advocaat
        - Jkvr. Maria Sophia van Vrijberghe (1817-1869); trouwde in 1837 met mr. Wilhelmus Christianus de Crane (1810-1885)
          - Pieter Paul de Crane, heer van Westenschouwen (1851-1923), zoutzieder

        - Jhr. mr. Pieter Paul van Gelre van Vrijberghe van Westenschouwen, heer van Westenschouwen (1818-1908), advocaat, wethouder en lid van de gemeenteraad van Rijsenburg, laatste telg van het geslacht

    - Jkvr. Cecilia van Vrijberghe (1820-1877); trouwde in 1840 met jhr. mr. Jean François Schuurbeque Boeye, heer van Haamstede (1812-1891), onder andere Tweede Kamerlid, lid van de gemeenteraad van 's-Gravenhage en lid van provinciale staten van Zuid-Holland
    - Jkvr. Jacomina van Vrijberghe (1822-1891); trouwde in 1847 met de broer van haar zwager jhr. Leendert Marinus Schuurbeque Boeye (1820-1900), lid van de gemeenteraad van Zeist